# Convolvuloideae
Convolvuloideae, potporodica slakovki. Podijeljena je na 11 tribusa. Tipični rod je slak (Convolvulus)

## Opis
Convolvuloideae je skupina biljaka koju čine rodovi s n = 15 i visokom stabilnošću broja kromosoma. Unatoč tome što je stabilna, poliploidija je glavni mehanizam evolucije kariotipa za skupinu i čini se da je povezana s događajima specijacije. U istraživanjima (2023.) koji je imao za cilj usporednu analizu kariotipa diploidnih vrsta iz Convolvuloideae, s naglaskom na Ipomoea, koristeći fluorokromne trake i veličinu genoma. Nova brojanja zabilježena su za pet vrsta koje pripadaju Camonea i Ipomoea, sve s 2n = 30. Osnovni broj x = 15 predložen je za Convolvuloidae. Ovdje su prikazani prvi podaci o veličini genoma za rodove Camonea, Distimake i Stictocardia, kao i za šest vrsta Ipomoea. Veličina genoma kretala se od 1C = 0,78 pg kod I. bahiensis do 1,38 pg kod Distimake dissectus. Dvije vrste heterokromatinskih traka identificirane su kod Convolvuloideae, CMA+ trake bile su dominantan tip, dok su DAPI+ trake bile rjeđe, s četiri opisane varijacije traka. Male veličine genoma i stabilni brojevi kromosoma vjerojatno predstavljaju evolucijske strategije povezane s prilagodbom i specijacijom u kladi, dok implikacije varijacije heterokromatina ostaju nepoznate.

## Tribusi i rodovi
- Subfamilia Convolvuloideae Burnett

1. Tribus Cardiochlamydeae Stefanovic & D. F. Austin
  1. Cordisepalum Verdc. (2 spp.)
  2. Cardiochlamys Oliv. (2 spp.)
  3. Dinetus Buch.-Ham. ex D. Don (8 spp.)
  4. Porana Burm.fil. (2 spp.)
  5. Duperreya Gaudich. (3 spp.)
  6. Poranopsis Roberty (3 spp.)
  7. Tridynamia Gagnep. (4 spp.)
2. Tribus Erycibeae Hogg
  1. Erycibe Roxb. (72 spp.)
3. Tribus Dichondreae Choisy ex G. Don
  1. Dichondra J.R.Forst. & G.Forst. (15 spp.)
  2. Falkia L.fil. (3 spp.)
  3. Nephrophyllum A. Rich. (1 sp.)
  4. Metaporana N. E. Br. (6 spp.)
  5. Calycobolus Willd. ex Schult. (18 spp.)
  6. Dipteropeltis Hallier fil. (3 spp.)
  7. Rapona Baill. (1 sp.)
4. Tribus Cresseae C.B.Clarke
  1. Hildebrandtia Vatke (11 spp.)
  2. Seddera Hochst. (27 spp.)
  3. Cladostigma Radlk. (3 spp.)
  4. Evolvulus L. (109 spp.)
  5. Cressa L. (5 spp.)
  6. Bonamia Thouars (70 spp.)
  7. Stylisma Raf. (6 spp.)
  8. Wilsonia R. Br. (3 spp.)
  9. Itzaea Standl. & Steyerm. (1 sp.)
  10. Neuropeltis Wall. (12 spp.)
  11. Neuropeltopsis Ooststr. (1 sp.)
  12. Keraunea Cheek & Sim.-Bianch. (5 spp.)
5. Tribus Maripeae Webb & Berthel.
  1. Dicranostyles Benth. (16 spp.)
  2. Maripa Aubl. (20 spp.)
  3. Lysiostyles Benth. (1 sp.)
6. Tribus Jacquemontieae Stefanovi. & D. F. Austin
  1. Jacquemontia Choisy (107 spp.)
7. Tribus Cuscuteae Burnett
  1. Cuscuta L. (210 spp.)
8. Tribus Aniseieae Stefanovic & D. F. Austin
  1. Tetralocularia O´Donnell (1 sp.)
  2. Odonellia K. R. Robertson (3 spp.)
  3. Aniseia Choisy (5 spp.)
9. Tribus Convolvuleae Dumort.
  1. Convolvulus L. (198 spp.)
  2. Calystegia R. Br. (26 spp.)
  3. Polymeria R. Br. (8 spp.)
10. Tribus Merremieae D. F. Austin
  1. Remirema Kerr (1 sp.)
  2. Distimake Raf. (47 spp.)
  3. Camonea Raf. (5 spp.)
  4. Operculina Silva Manso (14 spp.)
  5. Hyalocystis Hallier fil. (2 spp.)
  6. Hewittia Wight & Arn. (1 spp.)
  7. Xenostegia D. F. Austin & Staples (6 spp.)
  8. Decalobanthus Ooststr. (15 spp.)
  9. Merremia Dennst. ex Endl. (40 spp.)
  10. Daustinia Buril & A. R. Simões (1 sp.)
11. Tribus Ipomoeeae Hallier f.
  1. Ipomoea L. (819 spp.)